# Thornton (Iowa)
Thornton – miasto w Stanach Zjednoczonych, w stanie Iowa, w hrabstwie Cerro Gordo. W 2000 roku liczyło 422 mieszkańców.